# Moustalevria
Mustalevria (en griego: μουσταλευριά) es un tipo de budín tradicional griego preparado con mosto de uva mezclado con harina y hervido hasta que se espese.

## Historia
El moustalevria es originario de la antigua Grecia donde se le denominaba oinouta (en griego: οινούτα). Durante el periodo bizantino era denominado mustopita (en griego: μουστόπιτα) o pastellos (en griego: πάστελλος). En la actualidad además de su nombre estándar, posee otras designaciones que varían según el sitio. En Creta se le denomina kefteria, kourkouta en Samos, palouzes en Chipre y mustopita en otras regiones.

## Preparación
Para preparar el mustalevria el mosto de la uva (el jugo que se obtiene de las uvas antes de fermentarlo y a menudo es utilizado como endulzante en recetas tradicionales de pan, como también en la preparación de postres y golosinas) se hierve en fuego bajo. Luego se le agrega un poco de arcilla para limpiar el mosto. Luego de hervir, se le agregan ingredientes tales como harina, azúcar, semolina, arrope, sésamo, vainilla, almendras y nueces. Mustalevria es un platillo muy popular durante la temporada de la cosecha cuando el mosto está fresco.